# クアッカワラビー
クアッカワラビー（Setonix brachyurus）は、哺乳綱双前歯目カンガルー科クアッカワラビー属に分類される有袋類。本種のみでクアッカワラビー属を構成する。別名クオッカ（quokka）。「世界一幸せな動物」として知られる。

## 分布
オーストラリア南西部
模式標本の産地（模式産地）はキングジョージ湾アルバニー。

## 形態
頭胴長（体長）オス43.5 - 54 cm、メス40 - 5 0cm。尾長オス26 - 31 cm、メス24.5 - 28.5 cm。体重オス2.7 - 4.2 kg、メス2.7 - 3.5 kg。尾はやや短い。全身は長い体毛で密に被われる。体毛は灰褐色で、白や赤い体毛も混じる。
耳介は非常に小型。小臼歯は発達する。

## 生態
火災後に植生がある程度回復した湿原に生息する。ロットネスト島は乾燥した環境だが、荒地で夏季の40℃の高温にも耐えて生息している。ロットネスト島では最大150頭からなる群れを形成して生活する。水場を含む縄張りを形成し、群れのオス内では優劣がある。火災から10 - 19年ほど経過して植生が発達すると、適した環境へ分散・移動する。湿原ではトンネル状の通路を作って生活する。
草、低木の芽、葉などを食べる。
繁殖様式は胎生。大陸部の個体群は周年繁殖するが、ロットネスト島の個体群は秋季に繁殖する。妊娠期間は27日。1回に1頭の幼獣を産む。幼獣は生後約190日は母親の育児嚢の中で生活し、10月までに授乳する。生後10 - 12か月で性成熟する。

## 人間との関係
ロットネスト島では実験動物とされることもある。
湿地開発による生息地の破壊により、生息数は減少している。人為的に移入されたネコやアカギツネによる捕食によっても、生息数は減少している。ブタによる植生の破壊も本種への脅威となっている。以前は西オーストラリア州南西部広域に分布していたが、多くの分布域では絶滅した。大陸部では本来は適した環境を求めて移動するが、捕食者によって移動が妨げられてしまい同じ地域に生息し続けている。ロットネスト島では生息数が多く、他の島嶼へ導入もされている。

## 保全の努力
オーストラリア政府気候変動・エネルギー・環境・水源省（DCCEEW）は2000年「環境保護及び生物多様性保全法」（EPBC法）に準拠して絶滅危惧種1900種を認め、絶滅危惧I類、同II類に分類し、クァッカは脆弱としてリストされた（7月16日発効）。政府は保全勧告を設ける代わりに、復旧の必要性を2009年1月11日に承認した。また自分たちが大切に思う種に関する発言を地域社会の市民からも継続して集めており、DCCEEWが行動計画を作成して議会で採択された。独立した生態学者によるフィールドワークの蓄積と市民の保全の努力、市民の環境教育を相互に結んでおり、一例として「オーストラリア市民科学協会」を介して、全国の環境保全グループのネットワークづくりを進める。絶滅の危機に瀕した生物のコミッショナー制度を取り入れ、ソーシャル・ネットワークで情報発信と共有を続ける。2027年をめどに、保全について地域社会との連携を進めていくとした上で、それぞれの優先種の情報や解説を同省のウェブサイトで発信してきた。

### 保全の状態
クァッカは2023年時点の保護策、つまり10年がかりの「絶滅危惧種行動計画」（2022年-2032年）に従うと優先種110超の1つである。同計画では国内の陸部に「生息環境整備の優先地域」14ヵ所を指定し（priority mainland places）、クァッカ生息地のある西オーストラリア州は「麦作ベルト地帯に残る林地」「西オーストラリア州フィッツスターリングス」を対象とした。この行動計画は、一方で絶滅のリスクは保全優先種のすべてで軽減したと評価し、他方で優先種の回復努力を続けると、それが同じ生息地にいる他の絶滅危惧種にも波及すると述べた（同付録：1）。
保全状態の評価
- オーストラリア政府：絶滅危惧種（1999年国内法の規定による[13]）
- 西オーストラリア州政府：脆弱（西オーストラリア州「2016年生物多様性保全法」：2023年10月更新分[1]）

国内法以外の評価
- IUCN: 絶滅危惧種（世界的な状況『IUCN 絶滅危惧種のレッドリスト』：2022年2月更新分[14]）
- 世界自然保護基金 : 絶滅危惧類[15]

## 飼育施設

### 日本
埼玉県こども動物自然公園で2020年から飼育されている。

### オーストラリア国内
シドニー市内の動物園
- コアラパーク・サンクチュアリ
- タロンガ動物園
- フェザーデール・シドニー野生動物公園[17]
- ワイルドライフシドニー動物園[18]

## 関連資料
その他の資料。本文の脚注に未使用。
保全状態の評価の資料
- オーストラリア国内：Setonix brachyurus. Department of the Environment and Heritage (2006xi)[19]
- 世界自然基金オーストラリア委員会（WWF Australia、2011）The action plan for threatened Australian macropods 2011-2021. [20]（仮訳：『2012年版オーストラリアの哺乳類行動計画』）

### 注
1. ↑  英: Department of Climate Change, Energy. the Environment and Waterの頭字語。
2. ↑  英: Environment Protection and Biodiversity Conservation Actの頭字語。
3. ↑  「オーストラリア市民科学協会」は、2014年から活動する市民団体。オーストラリアの市民科学に対する認識と支援を国内的および世界的に高める方法について議論する（英: Australian Citizen Science Association[10]）。
4. ↑  環境保全グループの人脈を全国で面に展開しようとするオーストラリア政府は、市民を野生生物のコミッショナーと呼ぶ。情報の受信者にとどまらず、広報の補佐としている[11]。
  - facebook.com/TSCommissioner
  - instagram.com/tscommissioner
  - TSCommissioner。
5. ↑  生息環境整備の優先地域2ヵ所の英語名はそれぞれ、Remnant wheatbelt woodlands、Western Australia Fitz-Stirlings。